# Liúdvig Faddéyev
Liúdvig Dmítrievich Faddéyev (en ruso: Лю́двиг Дми́триевич Фадде́ев; Leningrado, Unión Soviética, 23 de marzo de 1934-ibídem, 26 de febrero de 2017) fue un físico teórico y matemático soviético y más tarde ruso. Es conocido por las ecuaciones de Faddéyev en la teoría del problema de los tres cuerpos en mecánica cuántica y por el desarrollo de métodos de integral de camino en la cuantización de teorías de campo de gauge no abelianas, incluyendo la introducción (junto con Víktor Popov) de los fantasmas de Faddéyev-Popov. Lideró la Escuela de Leningrado, en la que, junto con muchos de sus estudiantes, desarrolló el método de dispersión inversa cuántica para estudiar los sistemas integrables cuánticos en una dimensión espacial y una temporal. Este trabajo llevó a la invención de los grupos cuánticos por parte de Drínfeld y Jimbo.

## Biografía
Faddéyev nació en Leningrado en una familia de matemáticos. Su padre, Dmitri Faddéyev, era un conocido algebrista, profesor de la Universidad de Leningrado y miembro de la Academia de Ciencias de Rusia. Su madre, Vera Faddéyeva, era conocida por su trabajo en álgebra lineal numérica. Faddéyev asistió a la Universidad de Leningrado, recibiendo su título de grado en 1956. Cursó física, en lugar de matemáticas, «para ser independiente de [su] padre». Sin embargo, recibió una sólida formación en matemáticas también, «debido a la influencia de V. A. Fok y V. I. Smírnov». Completó su tesis doctoral, sobre teoría de la dispersión, en 1959 bajo la dirección de Olga Ladýzhenskaya.
Entre 1976 y 2000, Faddéyev dirigió el Departamento de San Petersburgo del Instituto de Matemáticas Steklov de la Academia de Ciencias de Rusia (PDMI RAS).  Visitó como invitado la división teórica del CERN por primera vez en 1973 y a lo largo de los años realizó más visitas allí.
En 1988 fundó el Instituto Matemático Internacional Euler, que más tarde pasaría a formar parte del PDMI RAS.

## Honores y reconocimientos
Faddéyev fue miembro de la Academia de Ciencias de Rusia desde 1976, además de otras muchas academias extranjeras, incluyendo la Academia Nacional de Ciencias de Estados Unidos, la Academia de Ciencias de Francia, la Academia Austríaca de Ciencias, la Academia de Ciencias de Brasil, la Real Academia de las Ciencias de Suecia y la Royal Society. Recibió numerosos reconocimientos, incluyendo el Premio Estatal de la Unión Soviética (1971), el Premio Dannie Heineman de Física Matemática (1975), el Premio Dirac (1990), un doctorado honoris causa de la Facultad de Matemáticas y Ciencias de la Universidad de Upsala, en Suecia, la Medalla Max Planck (1996), el Premio Demidov (2002, «por su impresionante contribución al desarrollo de las matemáticas, la mecánica cuántica, la teoría de cuerdas y los solitones») y el Premio Estatal de la Federación de Rusia (1995, 2004). Fue presidente de la Unión Matemática Internacional entre 1986 y 1990. Recibió el Premio Henri Poincaré en 2006, y el Premio Shaw en ciencias matemáticas en 2008. Recibió también el Premio Internacional Karpinsky y la Medalla de Oro Lomonósov en 2013.
Recibió también varios premios y órdenes estatales:
- Orden al Mérito por la Patria:
  - 3.ª clase (25 de octubre de 2004) - por la impresionante contribución al desarrollo de la ciencia doméstica fundamental y aplicada y muchos años de actividad fructífera.
  - 4.ª clase (4 de junio de 1999) - por la impresionante contribución al desarrollo de la ciencia nacional y la formación de personal altamente cualificado en conexión con el 275 aniversario de la Academia de Ciencias de Rusia.
- Orden de la Amistad (6 de junio de 1994) - por su gran contribución personal al desarrollo de la física matemática y la formación de personal científico altamente cualificado.
- Orden de Lenin.
- Orden de la Bandera Roja del Trabajo.
- Premio Estatal de la Federación de Rusia en Ciencia y Tecnología 2004 (6 de junio de 2005), por sus impresionantes logros en el desarrollo de la física matemática y en Ciencia y Tecnología 1995 (20 de junio de 1995) por su monografía «Introducción a la teoría cuántica de campos de gauge».
- Premio Estatal de la Unión Soviética (1971).
- Ciudadano honorario de San Petersburgo (2010).

## Obras seleccionadas
- Faddéyev, L. D.; Slavnov, A. A. (2018), Gauge Fields: An Introduction to Quantum Theory (2nd edición), CRC Press, ISBN 978-0-201-52472-7, doi:10.1201/9780429493829; traducido del ruso por G. B. Pontecorvo; 1.ª edición 1991.[11]
- Faddéyev, L. D. (1995), 40 years in mathematical physics, Vol. 2, World Scientific series in 20th century mathematics, World Scientific, ISBN 978-981-02-2199-7.
- Faddéyev, L. D. (1996), "How Algebraic Bethe Ansatz works for integrable model", arXiv:hep-th/9605187
- Faddéyev, L. D. (2000), "Modern Mathematical Physics: what it should be?", arXiv:math-ph/0002018
- Faddéyev, L. D. (2009), "New variables for the Einstein theory of gravitation", arXiv:0911.0282 [hep-th]